# Phường 15, Quận 4
Phường 15 là một phường cũ thuộc Quận 4, Thành phố Hồ Chí Minh, Việt Nam.
Phường 15 có diện tích 0,22 km², dân số năm 2021 là 12.519 người,  mật độ dân số đạt 56.904 người/km².
Đến ngày 1 tháng 1 năm 2025, phường 14 cùng quận chính thức bị giải thể và sáp nhập vào phường 15.